# بیش هیجشی
بیش هیجشی  یا هایپر کاتفیا (به انگلیسی Hyperkatifeia) در روانشناسی اعتیاد ، به بیش حساسی نسبت به رنج هیجانی و تقویت منفی در فرد معتاد به ویژه در مبتلایان به اختلال مصرف مواد افیونی اشاره دارد. بیش هیجشی و بیش دردی ناشی از گسارش مواد افیونی بیشتر در مصرف کنندگان دراز مدت مواد مخدر مانند هروئین یا  دارو های پزشکی مانند هیدوکودون و آکسی کدون به ویژه اگر در حال ترک باشند دیده می شود. 

## ریشه شناسی واژه
هایپرکاتفیا از  واژه ای یونانی و از  پیشوند هیپر(Υπερ)، به معنی فزونی و کاتفی (Κατιφεία) به معنی ناامیدی و هیجان رنج آور ساخته شده شده است. برابر فارسی آن از پیشوند "بیش" به معنی فزونی و هیجش که بنواژه ای از ریشه ی هیج ( ماننده آن در هیجان، هیجنده) است گرفته شده و به معنی زیاد و شدید احساس کردن هیجان هاست. 